# Porites lutea
Porites lutea är en korallart som beskrevs av Milne Edwards och Jules Haime 1860. Porites lutea ingår i släktet Porites och familjen Poritidae. IUCN kategoriserar arten globalt som livskraftig. Inga underarter finns listade i Catalogue of Life.